# Акопян, Ольга Сергеевна
Ольга Сергеевна Акопян (до замужества — Левина; род. 4 марта 1985, Волгоград) — российская гандболистка, разыгрывающая; тренер. Заслуженный мастер спорта России (2007). Олимпийская чемпионка игр 2016 года в Рио-де-Жанейро.

## Биография

### Игровая карьера
Воспитанница волгоградской гандбольной школы, первый тренер — Любовь Петровна Сидоричева. С 2002 года выступала за команду «Динамо» (до 2004 года — «Аква», «Динамо-Аква»). Чемпионка России (2009, 2010, 2011, 2012, 2014), серебряный (2003—2006) и бронзовый (2007, 2008) призёр чемпионатов России, обладательница Кубка ЕГФ (2008).
Чемпионка Европы среди девушек (2003). В 2005 году в составе молодёжной сборной России стала победителем чемпионата мира в Чехии. В 2006 году дебютировала за национальную сборную России. Двукратная чемпионка мира (2007, 2009), двукратная победительница Кубка мира (2006, 2007), серебряный и бронзовый призёр чемпионатов Европы.
В 2009 году перед стартом чемпионата мира получила травму голеностопа, но благодаря усилиям врачей доиграла турнир до конца.
После Олимпиады в Лондоне Ольга Левина вышла замуж за начальника команды волгоградского «Динамо» Эдуарда Акопяна, в мае 2013 года родила дочь Арину. В начале 2014 года вернулась в гандбол, в 2015 году перешла в «Ладу».
После победы на Олимпийских играх в Рио-де-Жанейро в 2016 году Ольга Акопян объявила о завершении игровой карьеры.

### Тренерская карьера
С лета 2019 года работала ассистентом главного тренера в женском клубе ЦСКА. В марте 2021 года стала и.о. главного тренера команды после увольнения Яна Лесли. Привела клуб к победе в чемпионате России сезона-2020/21, и была признана лучшим тренером, но уступила пост главного тренера ЦСКА Флорентину Пера.
В феврале 2021 года вошла в тренерский штаб женской сборной России. Летом 2022 года стала главным тренером ЦСКА. Летом 2023 возглавила юношескую женскую сборную России.

## Достижения
Как игрок
- Олимпийский чемпион Рио-де-Жанейро-2016.
- Двукратный чемпион мира (2007, 2009).
- Двукратный обладатель Кубка мира (2006, 2007).
- Серебряный призер чемпионата Европы (2006).
- Бронзовый призер чемпионата Европы (2008).
- Чемпион мира среди молодежи (2005).
- Чемпион Европы среди юниорок (2003).
- Обладатель кубка ЕГФ (2008).
- Пятикратный чемпион России (2009–2014).

Как тренер
- Серебряный призер Олимпиады Токио-2020.
- Чемпион России (2021).

Как главный тренер
- Двукратный чемпион России (2023, 2024).
- Трехкратный обладатель Кубка России (2022, 2023, 2024).
- Двукратный обладатель Суперкубка России (2022, 2023).

## Награды
- Орден Дружбы (25 августа 2016 года) — за высокие спортивные достижения на Играх XXXI Олимпиады 2016 года в городе Рио-де-Жанейро (Бразилия), проявленные волю к победе и целеустремленность[4];
- Почётная грамота Президента Российской Федерации (7 марта 2023 года) — за обеспечение подготовки спортсменов, добившихся высоких спортивных достижений на Олимпиаде в Токио.